# Primene veštačke inteligencije
Veštačka inteligencija (VI) se koristi u aplikacijama širom industrije i akademske zajednice. Slično električnoj energiji ili računarima, VI služi kao tehnologija opšte namene koja ima brojne primene. Njene aplikacije obuhvataju prevod jezika, prepoznavanje slika, ocenjivanje kredita, e-trgovinu i razne druge domene.

## Internet i elektronska trgovina

### Sistemi preporuka
Sistem preporuka predviđa ocenu ili preferenciju koju bi korisnik dao nekom artiklu. Sistemi preporuka veštačke inteligencije su dizajnirani da ponude predloge na osnovu prethodnog ponašanja. Ove sisteme su koristile kompanije kao što su Netfliks, Amazon i Jutjub, gde generišu personalizovane plejliste, predloge proizvoda i video preporuke.

### Veb fidovi i postovi
Mašinsko učenje se takođe koristi u veb fidovima, kao što je određivanje koje objave treba da se prikazuju u fidovima društvenih medija. Različiti tipovi analiza društvenih medija takođe koriste mašinsko učenje i postoje istraživanja o njegovoj upotrebi za (polu)automatizovano označavanje/poboljšavanje/ispravljanje onlajn dezinformacija i povezanih filterskih mehurića.

### Ciljano oglašavanje i povećanje angažovanja na internetu
Veštačka inteligencija se koristi za usmeravanje veb reklama na one koji će najverovatnije kliknuti na njih ili se uključiti u njih. Takođe se koristi za povećanje vremena provedenog na veb lokaciji odabirom atraktivnog sadržaja za datog čitaoca. Može da predvidi ili generalizuje ponašanje kupaca na osnovu njihovih digitalnih otisaka. Adsens i Fejsebuk koriste veštačku inteligenciju za oglašavanje.
Kompanije za onlajn kockanje koriste veštačku inteligenciju da poboljšaju pristup klijenatima. Modeli veštačke inteligencije računarstva ličnosti dodaju psihološko ciljanje tradicionalnijoj društvenoj demografiji ili bihevioralno ciljanje. Veštačka inteligencija je korištena za prilagođavanje opcija kupovine i personalizaciju ponuda.

### Virtuelni asistenti
Inteligentni lični asistenti koriste veštačku inteligenciju da razumeju mnoge zahteve prirodnog jezika na druge načine osim rudimentarnih komandi. Uobičajeni primeri su Eplov Siri, Amazonova Aleksa, i noviji učesnici poput ChatGPT preduzeća OpenAI.

### Pretraživači
Pretraživači koji koriste veštačku inteligenciju uključuju Guglovu pretragu i Bing čat.

### Filtriranje neželjene pošte
Mašinsko učenje se može koristiti za borbu protiv neželjene elektronske pošte, prevara i „pecanja“. Ono omogućava pregled sadržaj neželjene pošte i napada da bi identifikovali zlonamerni elementi. Brojni modeli izgrađeni na algoritmima mašinskog učenja pokazuju izuzetne performanse sa tačnošću od preko 90% u razlikovanju između neželjene pošte i legitimnih e-poruka.

### Prevođenje jezika
Veštačka inteligencija je korištena za automatsko prevođenje govornog jezika i tekstualnog sadržaja, u proizvodima kao što su Majkrosoftov prevodilac, Guglov prevodilac i DipL prevodilac. Pored toga, istraživanja i razvoj su u toku za dekodiranje i sprovođenje komunikacije sa životinjama.

### Prepoznavanje lica i označavanje slika
Veštačka inteligencija je korištena u sistemima za prepoznavanje lica, sa stopom tačnosti od 99%. Neki primeri su Eplov Fejs ID i Androidov Fejs anlok, koji se koriste za obezbeđenje mobilnih uređaja.
Označavanje slika je koristio Gugl da bi detektovao proizvode na fotografijama i omogućio ljudima da pretražuju na osnovu fotografija. Takođe je pokazano da označavanje slika stvara govor za opisivanje slika slepim ljudima. Fejsbukov Dipfejs identifikuje ljudska lica na digitalnim slikama.

## Igrice
Igre su bile glavna oblast primene sposobnosti veštačke inteligencije od 1950-ih. U 21. veku, veštačka inteligencija je proizvela nadljudske rezultate u mnogim igrama, uključujući šah (Dip Blu), Jeopardy! (Votson), go (Alfago), poker (Pluribas i Cefeus), E-sportovi (Starkraft), i opšte igranje igrica (Alfazero i MuZero). Veštačka inteligencija je zamenila ručno kodirane algoritme u većini šahovskih programa. Za razliku od goa ili šaha, poker je igra sa nesavršenim informacijama, tako da program koji igra poker mora da razmišlja pod neizvesnošću. Opšti igrači funkcionišu koristeći povratne informacije iz sistema igre, bez poznavanja pravila.

## Literatura
- Kaplan, A.M.; Haenlein, M. (2018). „Siri, Siri in my Hand, who's the Fairest in the Land? On the Interpretations, Illustrations and Implications of Artificial Intelligence”. Business Horizons. 62 (1): 15—25. S2CID 158433736. doi:10.1016/j.bushor.2018.08.004.
- Kurzweil, Ray (2005). The Singularity is Near: When Humans Transcend Biology. New York: Viking. ISBN 978-0-670-03384-3.
- National Research Council (1999). „Developments in Artificial Intelligence”. Funding a Revolution: Government Support for Computing Research. National Academy Press. ISBN 978-0-309-06278-7. OCLC 246584055.
- Moghaddam, M. J.; Soleymani, M. R.; Farsi, M. A. (2015). „Sequence planning for stamping operations in progressive dies”. Journal of Intelligent Manufacturing. 26 (2): 347—357. S2CID 7843287. doi:10.1007/s10845-013-0788-0.
- Felten, Ed (3. 5. 2016). „Preparing for the Future of Artificial Intelligence”.